# Vârciorova, Caraș-Severin
Vârciorova este un sat în comuna Bolvașnița din județul Caraș-Severin, Banat, România.
Situat la poalele muntelui Țarcu și muntelui Mic.

## Legături externe

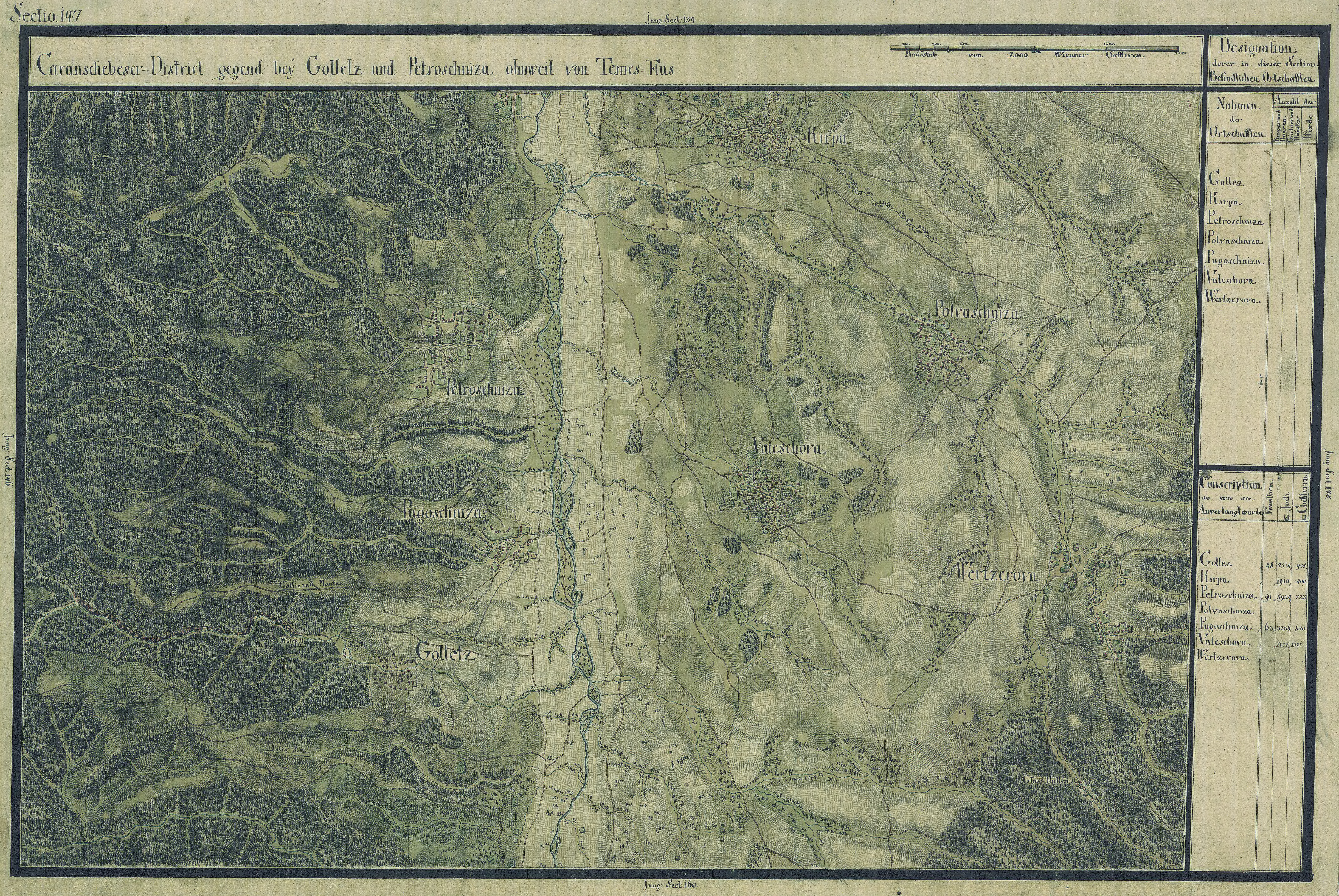
Vârciorova în Harta Iosefină a Banatului, 1769-72